# Radessa vittilimbalis
Radessa vittilimbalis là một loài bướm đêm trong họ Crambidae.